# Kirellos VI.

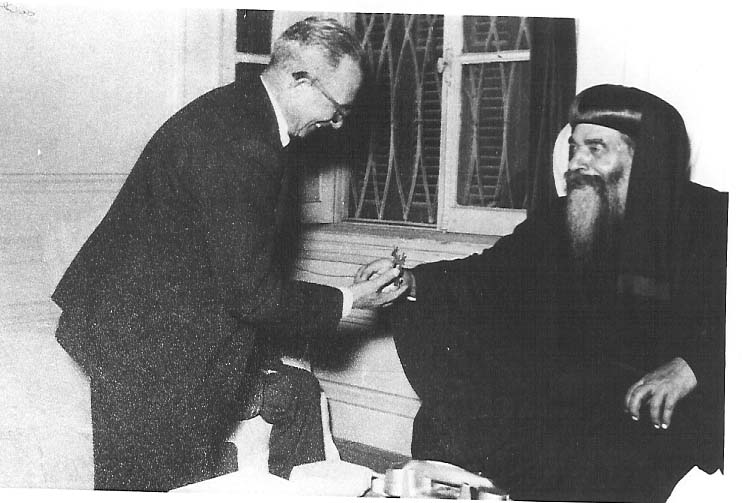
Kirellos VI.

Kirellos VI. (Kyrill VI., koptisch Ⲡⲁⲡⲁ Ⲁⲃⲃⲁ Ⲕⲩⲣⲓⲗⲗⲟⲥ ⲋ̅; * 12. August 1902 in Damanhur, Ägypten als Azar Yussef Atta; † 9. März 1971) war der 116. Papst von Alexandrien und Patriarch des Stuhles vom Heiligen Markus (Koptische Kirche).

## Leben
Am 27. Juli 1927 trat er ins Kloster Baramous ein, wo er 1928 mit der Mönchsweihe den Namen Mina Al Baramousy erhielt. Die Mönchspriesterweihe erfolgte am 18. Juli 1931. Im Jahr 1932 wurde er zum Eremit und wanderte aus dem Kloster zur Höhle des Amba Sarabamon, wo ihn Papst Yoannis XIX. 1934 besuchte.
1936 verließ er seine Einsiedler-Höhle und ging nach Alt-Kairo in der Nähe des Gebirges Mokadamm und mietete dort die sog. Mühle. Ab 1942 diente er in der Kirche Aba Kir und Johannes. 1944 rief man ihn zum Kloster Anba Samuel, um es neu zu strukturieren. Auf seine Initiative und durch seine Mitarbeit baute man 1947 die Kirche St. Mina in Alt Kairo.
Am 10. Mai 1959 wurde Mönchsvater Mina unter dem Namen Kirellos VI. zum Patriarchen von Alexandrien geweiht. 1959 weihte er einen Patriarchen von Äthiopien. Zweimal, 1960 und 1965 besuchte er Äthiopien. 1965 legte er den Grundstein zur großen Markuskathedrale in Kairo. Zu ihrer Eröffnung 1968 wurde auf seine Initiative die Reliquie des Hl. Evangelisten Markus von Italien zurück nach Ägypten gebracht. Das Kloster St. Mina ließ er neu erbauen.
Er führte ein Programm mit Besuchen in verschiedenen Dörfern und Diözesen durch, wo er mit großer Begeisterung und Interesse von zahlreichen Einwohnern empfangen wurde. Er leitete eine Erweckungsbewegung in der koptisch-orthodoxen Kirche ein. Er unterstützte viele moderne Entwicklungen in der Kirche. In seinem persönlichen Leben folgte er einer harten asketischen Disziplin, die aus Wachen, Fasten und Gebeten besteht.
In seine Amtszeit fiel auch die angebliche Marienerscheinung von Zeitoun im Jahr 1968, die er öffentlich für glaubwürdig erklärte.
Kirellos VI. starb am Dienstag, dem 9. März 1971 im Alter von 69 Jahren nach 11 Jahren und 9 Monaten als Patriarch. Zunächst wurde er in der neuen Kathedrale zu Kairo beigesetzt. Am 25. November 1972 wurde sein Leichnam, wie von ihm zu Lebzeiten gewünscht, zum Kloster St. Mina überführt.